# Močna pršica
Močna pršica (znanstveno ime Acarus siro), je škodljivec, ki se pojavlja v skladiščenem žitu, in le ena od različnih vrst pršic, ki živijo v žitih. V preteklosti se je vrsta imenovala Tyroglyphus farinae.
Močna pršica je bledikasta, sivo bela živalica z rožnatimi nogami in najpogostejša vrsta pršic v skladiščeni hrani. Samci so veliki med 0,33 in 0,43 mm, samice pa so nekoliko večje, saj dosežejo v dolžino med 0,36 in 0,66 mm.
Močna pršica prenaša alergene in patogene organizme, hrana, okužena z njimi pa ima sladkoben vonj in neprijeten okus. Živali, ki jih hranimo s hrano, okuženo z močno pršico, kažejo znake alergijske reakcije z drisko, hujšanjem, posledica pa je lahko tudi vnetje tankega črevesa.  
Močno pršico namerno dodajajo siru vrste Mimolette, saj s tem izboljšajo njegov okus.